# NGC 3145
NGC 3145 is een balkspiraalstelsel in het sterrenbeeld Waterslang. Het hemelobject werd op 19 maart 1786 ontdekt door de Duits-Britse astronoom William Herschel.

## Synoniemen
- MCG -2-26-36
- PGC 29591

## 41-λ Hydrae
Vanaf de Aarde gezien staat het stelsel NGC 3145 schijnbaar dicht bij de ster 41-λ Hydrae. Op sommige telescopisch verkregen foto's waar NGC 3145 op te zien is, kan tevens het schijnsel van 41-λ Hydrae opgemerkt worden.